# Grão-Pará (Santa Catarina)
Grão-Pará é um município brasileiro do Estado de Santa Catarina. Localiza-se a uma latitude 28º11'06" sul e a uma longitude 49º12'53" oeste, estando a uma altitude de 110 metros. Sua população estimada em 2004 era de 6.167 habitantes.

## História
O município originou-se da Colônia Grão Pará, constituída em terras da Princesa Isabel, filha de D. Pedro II.
A sede do município de Grão-Pará foi instalada em 8 de julho de 1882, quando a Empresa de Terras e Colonização de Grão-Pará, dirigida pelo Visconde de Taunay e pelo Conde d’Eu, começou a distribuir lotes de terras para imigrantes alemães, italianos e poloneses.
O nome foi uma homenagem dos proprietários da empresa ao filho do Conde d’Eu, Dom Pedro de Alcântara de Orléans e Bragança, príncipe do Grão-Pará.
Antes da colonização viviam na região índios botocudos. As terras foram parte do presente de casamento que a princesa Isabel e o Conde d’Eu receberam do imperador Dom Pedro II.

## Visita imperial
O Conde d’Eu visitou Grão-Pará em 27 de dezembro de 1884, evento imediatamente subsequente à inauguração da Estrada de Ferro Donna Thereza Christina. Foi recebido na ocasião pelo diretor da Empresa de Terras e Colonização, Charles Mitchell Smith Leslie.